# El elefante desaparece
The Elephant Vanishes (象の消滅 Zō no shōmetsu?) es una colección de 17 relatos del escritor japonés Haruki Murakami. Las historias fueron escritas entre 1980 y 1991, y publicadas en Japón en varias revistas y después en colecciones. El contenido de la compilación fue seleccionado por Gary Fisketjon (editor de Murakami en la editorial Knopf) y publicadas primero en inglés en 1993 y luego en su idioma original, el japonés, en 2005. Varias de estas historias habían aparecido antes (a veces con traducciones alternativas) en las revistas The New Yorker, Playboy, y The Magazine (Mobil Corp.) antes de que la compilación fuera publicada.
Estilística y temáticamente, la colección se alínea con el trabajo anterior de Murakami. Las historias combinan la normalidad con el surrealismo y se centran en cuestiones dolorosas relacionadas con la pérdida, la destrucción, la confusión y la soledad. El título del libro se deriva de la última historia de la colección.

## Repercusión
El cuento "El elefante desaparece" inspiró un trabajo de investigación sobre los elefantes asiáticos y su impacto en el bienestar de los pobres rurales de la India.